# 阮公著
阮公著（越南语：／；1778年—1859年12月7日），字存質（越南语：／），號悟齋（越南语：／），別號希文（越南语：／），越南阮朝官員、詩人、儒學學者。

## 生平
阮公著是河靜省德壽府宜春縣潘舍總威遠社（今屬河靜省宜春縣春江社威遠村）人，後黎朝景興三十九年（1778年）出生。阮朝嘉隆二年（1803年），阮福映北巡，阮公著曾以布衣身份向阮福映献策。嘉隆十二年（1813年），參加乂安場鄉試，考中生徒。嘉隆十八年（1819年），再次參加乂安場鄉試，考中鄉貢解元。
明命元年（1820年），阮公著任國史館行走，一年後任國史館編修。明命四年（1823年），出任唐豪知縣。次年（1824年），升任刑部清吏司郎中，不久改任國子監司業。同年十月，再升任刑部簽事。明命六年（1825年），升任承天府丞，後升清華鎮參協。明命七年（1826年），阮公著父親去世，他丁憂去職。不久明命帝任命他為北城參贊軍務，隨後又升為刑部侍郎，代為掌管北城刑曹。明命八年（1827年），阮公著帶兵參與鎮壓潘伯鑅之亂，獲得明命帝讚賞。明命九年（1828年），他以吏部侍郎身份領南定營田使，前往南定度量土地，將空閒田地分給貧民耕種，劃分村社，增設錢海縣和金山縣。
明命十一年（1830年），阮公著升署工部右參知，權掌刑部印篆。明命十二年（1831年），遭到戶部侍郎黃烱彈劾而被革職，降二級，補京縣知縣。隨後改任內務府郎中。翌年（1832年），起復為署海陽布政使，尋陞巡撫，署理海安總督。後因鎮壓海陽匪張嚴、鄭伯瑤有功而獲得褒獎。
明命十四年（1833年），農文雲在宣光發動叛亂。明命帝派山興宣總督黎文德為三宣總督軍務，派海安署理總督阮公著為參贊，會同寧太總督阮廷普前去鎮壓。翌年，叛亂平定。班師後，阮公著自請前往嘉定參與鎮壓黎文𠐤，但明命帝不准，仍令他回任海安總督。
明命十九年（1838年），阮公著帶兵前往撞山剿除清朝海匪。次年（1839年），回京任兵部右參知兼左副都御史。明命二十一年（1840年），阮公著自請前往鎮西城，被任命為鎮西城贊理機務，協同范文典、阮進林前往南圻和柬埔寨，鎮壓當地人的反叛。紹治元年（1841年），阮公著配合張明講攻破柬埔寨12處營壘，因此加軍功一級。不久因黎文德生病回嘉定，阮公著充鎮西參贊大臣。同年，鎮西城官軍撤往安江省，朝廷追究鎮西將領責任，罷免阮公著所有官職。不久朝廷又命他與范文典、阮進林、阮知方一起，鎮壓了南圻的林森之亂。阮公著憑藉此功起復為兵部侍郎領安江巡撫。紹治三年（1843年），升任兵部參知。
紹治四年（1844年），阮公著遭人誣告，被發配廣義沿邊為士兵。次年（1845年），起復為主事，署刑部員外郎，權署廣義按察使。後改署承天府丞。紹治七年（1847年），升署承天府尹。他以年邁為由，請求致事，但未獲允許。嗣德元年（1848年），阮公著再次申請致事，嗣德帝准他以實授承天府尹一職致事。

嗣德十二年（1859年），嗣德帝因法國入侵，下令起復阮公著。阮公著到京後自陳年老體衰，不堪任用，嗣德帝同意放他回鄉。同年十一月十四日（1859年12月7日），阮公著去世，享年八十二歲。

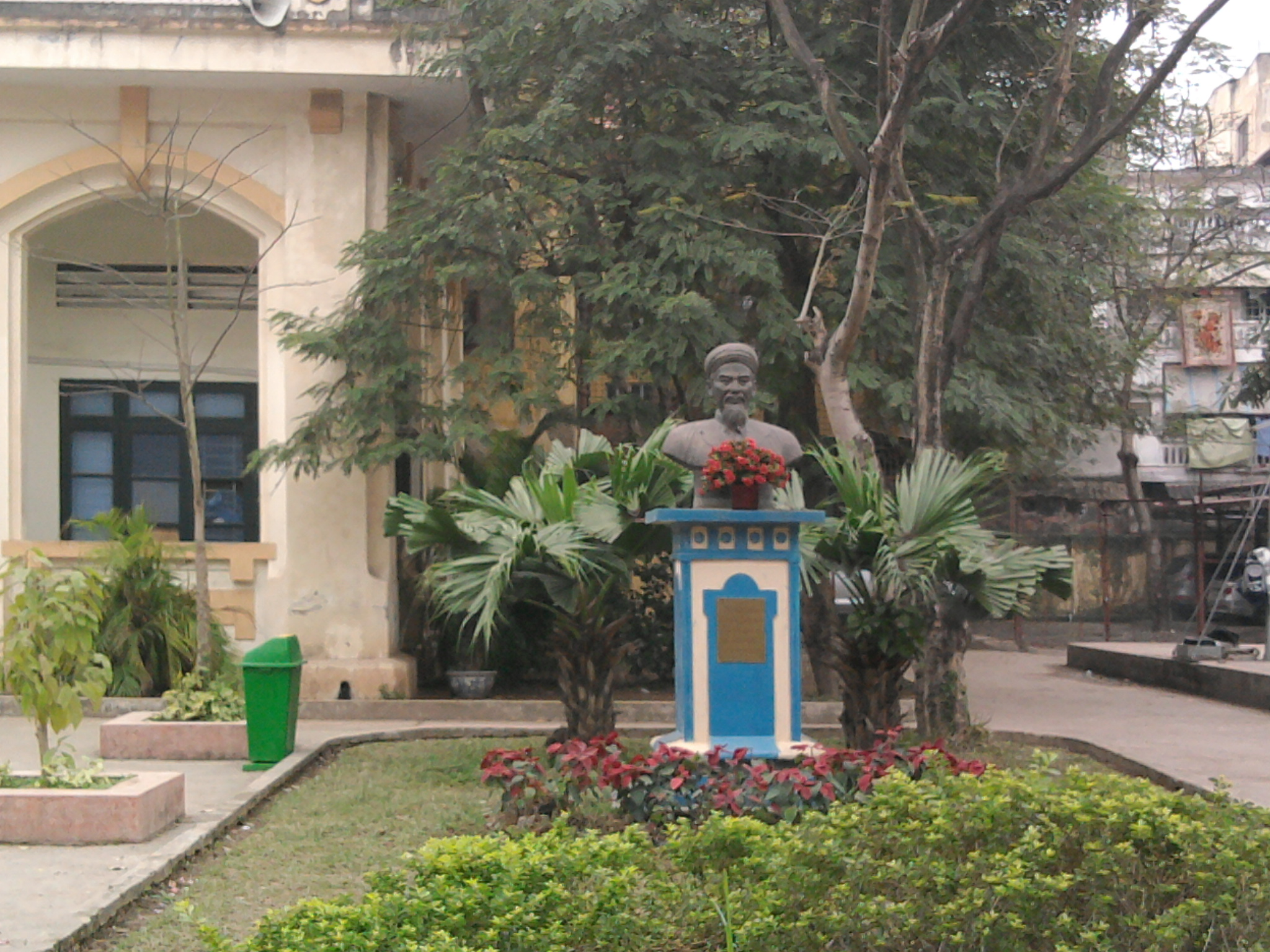
阮公著

維新七年（1913年），阮廷追封阮公著為壽祥子。

## 文學
阮公著著有《大南國音歌曲》等書，他擅長國音詩歌，作品散見於各類詩抄。

## 紀念
胡志明市的阮公著高級中學以他的名字命名。